# Euro Winners Cup de 2013
Euro Winners Cup de 2013 fue la primera edición del torneo de fútbol playa entre clubes campeones de ligas nacionales de Europa. El certamen se desarrolló del 15 al 19 de mayo en Riviera delle Palme, San Benedetto del Tronto, Italia, y fue ganado por el equipo Lokomotiv de Rusia

## Participantes
Participaron veinte equipos de fútbol playa provenientes de dieciocho países de Europa. Sanbenedette tomó parte del evento como equipo anfitrión, y Viareggio como segundo puesto de la liga italiana.
| Equipos participantes | Equipos participantes | Equipos participantes | Equipos participantes     |
| --------------------- | --------------------- | --------------------- | ------------------------- |
| Baku (AZE)            | Falfala (ISR)         | Griffin (UKR)         | Montredon (FRA)           |
| BATE Borisov (BLR)    | Gimnàstic (ESP)       | Kefallinia (GRE)      | Sanbenedette (ITA)        |
| Belenenses (POR)      | Goldwin Pluss (HUN)   | Kreiss (LAT)          | Sandown Sociedad (ENG)    |
| Beşiktaş (TUR)        | Grasshopper (SUI)     | Lexmax (MDA)          | Terranova Terracina (ITA) |
| Egmond (NED)          | Grembach Łódź (POL)   | Lokomotiv (RUS)       | Viareggio (ITA)           |

## Sistema de competición
Los equipos fueron divididos en cinco grupos de cuatro integrantes que jugaron todos contra todos. Clasificaron a la siguiente fase los primeros lugares de cada grupo y los tres mejores segundos lugares. En la segunda fase del torneo, los ocho equipos fueron emparejados y jugaron con el sistema de eliminación directa para decidir el campeón y tercer puesto. También se realizó una eliminatoria para decidir la quinta, sexta, séptima y octava posición.

## Calendario y resultados

### Primera fase

#### Grupo A
| Equipo       | Pts | PJ | PG | PG+ | PP | GF | GC | Dif |
| ------------ | --- | -- | -- | --- | -- | -- | -- | --- |
| Lokomotiv    | 9   | 3  | 3  | 0   | 0  | 18 | 7  | 11  |
| Sanbenedette | 3   | 3  | 1  | 0   | 2  | 16 | 13 | 3   |
| Gimnàstic    | 2   | 3  | 0  | 1   | 2  | 10 | 17 | -7  |
| Falfala      | 2   | 3  | 0  | 1   | 2  | 9  | 16 | -7  |

| Fecha              | Lugar                    |              |                   | Resultado      |                   |              |
| ------------------ | ------------------------ | ------------ | ----------------- | -------------- | ----------------- | ------------ |
| 15 de mayo de 2013 | San Benedetto del Tronto | Falfala      | Bandera de Israel | 1:8            | Bandera de Rusia  | Lokomotiv    |
| 15 de mayo de 2013 | San Benedetto del Tronto | Gimnàstic    | Bandera de España | 4:8            | Bandera de Italia | Sanbenedette |
| 16 de mayo de 2013 | San Benedetto del Tronto | Lokomotiv    | Bandera de Rusia  | 5:2            | Bandera de España | Gimnàstic    |
| 16 de mayo de 2013 | San Benedetto del Tronto | Sanbenedette | Bandera de Italia | 4:4 (3:4 pen.) | Bandera de Israel | Falfala      |
| 17 de mayo de 2013 | San Benedetto del Tronto | Falfala      | Bandera de Israel | 4:4 (0:1 pen.) | Bandera de España | Gimnàstic    |
| 17 de mayo de 2013 | San Benedetto del Tronto | Sanbenedette | Bandera de Italia | 4:5            | Bandera de Rusia  | Lokomotiv    |

#### Grupo B
| Equipo     | Pts | PJ | PG | PG+ | PP | GF | GC | Dif |
| ---------- | --- | -- | -- | --- | -- | -- | -- | --- |
| Beşiktaş   | 9   | 3  | 3  | 0   | 0  | 20 | 9  | 11  |
| Belenenses | 6   | 3  | 2  | 0   | 1  | 18 | 15 | 3   |
| Montredon  | 3   | 3  | 1  | 0   | 2  | 13 | 21 | -8  |
| Lexmax     | 0   | 3  | 0  | 0   | 3  | 14 | 20 | -6  |

| Fecha              | Lugar                    |            |                     | Resultado |                     |            |
| ------------------ | ------------------------ | ---------- | ------------------- | --------- | ------------------- | ---------- |
| 15 de mayo de 2013 | San Benedetto del Tronto | Beşiktaş   | Bandera de Turquía  | 5:4       | Bandera de Moldavia | Lexmax     |
| 15 de mayo de 2013 | San Benedetto del Tronto | Belenenses | Bandera de Portugal | 6:5       | Bandera de Francia  | Montredon  |
| 16 de mayo de 2013 | San Benedetto del Tronto | Belenenses | Bandera de Portugal | 3:5       | Bandera de Turquía  | Beşiktaş   |
| 16 de mayo de 2013 | San Benedetto del Tronto | Lexmax     | Bandera de Moldavia | 5:6       | Bandera de Francia  | Montredon  |
| 17 de mayo de 2013 | San Benedetto del Tronto | Montredon  | Bandera de Francia  | 2:10      | Bandera de Turquía  | Beşiktaş   |
| 17 de mayo de 2013 | San Benedetto del Tronto | Lexmax     | Bandera de Moldavia | 5:9       | Bandera de Portugal | Belenenses |

#### Grupo C
| Equipo        | Pts | PJ | PG | PG+ | PP | GF | GC | Dif |
| ------------- | --- | -- | -- | --- | -- | -- | -- | --- |
| BATE Borisov  | 6   | 3  | 2  | 0   | 1  | 15 | 7  | 8   |
| Goldwin Pluss | 6   | 3  | 2  | 0   | 1  | 15 | 10 | 5   |
| Kefallinia    | 6   | 3  | 2  | 0   | 1  | 9  | 10 | -1  |
| Egmond        | 3   | 3  | 1  | 0   | 2  | 6  | 18 | -12 |

| Fecha              | Lugar                    |               |                             | Resultado |                             |               |
| ------------------ | ------------------------ | ------------- | --------------------------- | --------- | --------------------------- | ------------- |
| 15 de mayo de 2013 | San Benedetto del Tronto | Kefallinia    | Bandera de Grecia           | 3:2       | Bandera de Bielorrusia      | BATE Borisov  |
| 15 de mayo de 2013 | San Benedetto del Tronto | Egmond        | Bandera de los Países Bajos | 4:5       | Bandera de Hungría          | Goldwin Pluss |
| 16 de mayo de 2013 | San Benedetto del Tronto | Goldwin Pluss | Bandera de Hungría          | 3:4       | Bandera de Bielorrusia      | BATE Borisov  |
| 16 de mayo de 2013 | San Benedetto del Tronto | Kefallinia    | Bandera de Grecia           | 4:1       | Bandera de los Países Bajos | Egmond        |
| 17 de mayo de 2013 | San Benedetto del Tronto | BATE Borisov  | Bandera de Bielorrusia      | 9:1       | Bandera de los Países Bajos | Egmond        |
| 17 de mayo de 2013 | San Benedetto del Tronto | Goldwin Pluss | Bandera de Hungría          | 7:2       | Bandera de Grecia           | Kefallinia    |

#### Grupo D
| Equipo           | Pts | PJ | PG | PG+ | PP | GF | GC | Dif |
| ---------------- | --- | -- | -- | --- | -- | -- | -- | --- |
| Grasshopper      | 8   | 3  | 2  | 1   | 0  | 25 | 18 | 7   |
| Griffin          | 6   | 3  | 2  | 0   | 1  | 24 | 16 | 8   |
| Viareggio        | 3   | 2  | 1  | 0   | 1  | 17 | 14 | 3   |
| Sandown Sociedad | 0   | 3  | 0  | 0   | 3  | 13 | 31 | -18 |

| Fecha              | Lugar                    |                  |                       | Resultado      |                       |                  |
| ------------------ | ------------------------ | ---------------- | --------------------- | -------------- | --------------------- | ---------------- |
| 15 de mayo de 2013 | San Benedetto del Tronto | Viareggio        | Bandera de Italia     | 5:7            | Bandera de Suiza      | Grasshopper      |
| 15 de mayo de 2013 | San Benedetto del Tronto | Sandown Sociedad | Bandera de Inglaterra | 5:12           | Bandera de Ucrania    | Griffin          |
| 16 de mayo de 2013 | San Benedetto del Tronto | Viareggio        | Bandera de Italia     | 7:1            | Bandera de Inglaterra | Sandown Sociedad |
| 16 de mayo de 2013 | San Benedetto del Tronto | Griffin          | Bandera de Ucrania    | 6:6 (0:1 pen.) | Bandera de Suiza      | Grasshopper      |
| 17 de mayo de 2013 | San Benedetto del Tronto | Griffin          | Bandera de Ucrania    | 6:5            | Bandera de Italia     | Viareggio        |
| 17 de mayo de 2013 | San Benedetto del Tronto | Grasshopper      | Bandera de Suiza      | 12:7           | Bandera de Inglaterra | Sandown Sociedad |

#### Grupo E
| Equipo              | Pts | PJ | PG | PG+ | PP | GF | GC | Dif |
| ------------------- | --- | -- | -- | --- | -- | -- | -- | --- |
| Grembach Łódź       | 9   | 3  | 3  | 0   | 0  | 12 | 6  | 6   |
| Terranova Terracina | 6   | 3  | 2  | 0   | 1  | 14 | 9  | 5   |
| Baku                | 2   | 3  | 0  | 1   | 2  | 7  | 9  | -2  |
| Kreiss              | 0   | 3  | 0  | 0   | 3  | 8  | 17 | -9  |

| Fecha              | Lugar                    |                     |                       | Resultado |                       |                     |
| ------------------ | ------------------------ | ------------------- | --------------------- | --------- | --------------------- | ------------------- |
| 15 de mayo de 2013 | San Benedetto del Tronto | Grembach Łódź       | Bandera de Polonia    | 5:1       | Bandera de Letonia    | Kreiss              |
| 15 de mayo de 2013 | San Benedetto del Tronto | Baku                | Bandera de Azerbaiyán | 1:3       | Bandera de Italia     | Terranova Terracina |
| 16 de mayo de 2013 | San Benedetto del Tronto | Grembach Łódź       | Bandera de Polonia    | 2:1       | Bandera de Azerbaiyán | Baku                |
| 16 de mayo de 2013 | San Benedetto del Tronto | Terranova Terracina | Bandera de Italia     | 7:3       | Bandera de Letonia    | Kreiss              |
| 17 de mayo de 2013 | San Benedetto del Tronto | Kreiss              | Bandera de Letonia    | 4:4 (0:1) | Bandera de Azerbaiyán | Baku                |
| 17 de mayo de 2013 | San Benedetto del Tronto | Terranova Terracina | Bandera de Italia     | 4:5       | Bandera de Polonia    | Grembach Łódź       |

#### Mejores segundos
| Equipo              | Pts | PJ | PG | PG+ | PP | GF | GC | Dif |
| ------------------- | --- | -- | -- | --- | -- | -- | -- | --- |
| Griffin             | 6   | 3  | 2  | 0   | 1  | 24 | 16 | 8   |
| Terranova Terracina | 6   | 3  | 2  | 0   | 1  | 14 | 9  | 5   |
| Goldwin Pluss       | 6   | 3  | 2  | 0   | 1  | 15 | 10 | 5   |
| Belenenses          | 6   | 3  | 2  | 0   | 1  | 18 | 15 | 3   |
| Sanbenedette        | 3   | 3  | 1  | 0   | 2  | 16 | 13 | 3   |

### Segunda fase
|  | Cuartos de final    | Cuartos de final |                  |             | Semifinales | Semifinales |             |              | Final        | Final      |  |
|  | 18 de mayo          | 18 de mayo       |                  |             | 18 de mayo  | 18 de mayo  |             |              | 19 de mayo   | 19 de mayo |  |
|  |                     |                  |                  |             |             |             |             |              |              |            |  |
|  |                     |                  |                  |             |             |             |             |              |              |            |  |
|  | Grasshopper         | 10               |                  |             |             |             |             |              |              |            |  |
|  | Grasshopper         | 10               |                  |             |             |             |             |              |              |            |  |
|  | Goldwin Pluss       | 9                |                  |             |             |             |             |              |              |            |  |
|  | Goldwin Pluss       | 9                |                  | Grasshopper | 4           |             |             |              |              |            |  |
|  |                     |                  |                  | Grasshopper | 4           |             |             |              |              |            |  |
|  |                     |                  | Griffin          | 5           |             |             |             |              |              |            |  |
|  | Grembach Łódź       | 4                | Griffin          | 5           |             |             |             |              |              |            |  |
|  | Grembach Łódź       | 4                |                  |             |             |             |             |              |              |            |  |
|  | Griffin             | 5                |                  |             |             |             |             |              |              |            |  |
|  | Griffin             | 5                |                  |             |             |             |             | Griffin      | 0            |            |  |
|  |                     |                  |                  |             |             |             |             | Griffin      | 0            |            |  |
|  |                     |                  | Lokomotiv        | 3           |             |             |             |              |              |            |  |
|  | Beşiktaş (pen.)     | 4 (1)            | Lokomotiv        | 3           |             |             |             |              |              |            |  |
|  | Beşiktaş (pen.)     | 4 (1)            |                  |             |             |             |             |              |              |            |  |
|  | BATE Borisov        | 4 (0)            |                  |             |             |             |             |              |              |            |  |
|  | BATE Borisov        | 4 (0)            |                  | Beşiktaş    | 4 (2)       |             |             | Tercer lugar | Tercer lugar |            |  |
|  |                     |                  |                  | Beşiktaş    | 4 (2)       |             |             | Tercer lugar | Tercer lugar |            |  |
|  |                     |                  | Lokomotiv (pen.) | 4 (3)       |             |             |             |              |              |            |  |
|  | Lokomotiv           | 6                | Lokomotiv (pen.) | 4 (3)       |             |             | Grasshopper | 1            |              |            |  |
|  | Lokomotiv           | 6                |                  |             |             |             | Grasshopper | 1            |              |            |  |
|  | Terranova Terracina | 0                |                  |             |             |             |             |              | Beşiktaş     | 3          |  |
|  | Terranova Terracina | 0                |                  |             |             |             |             |              | Beşiktaş     | 3          |  |
|  |                     |                  |                  |             |             |             |             |              |              |            |  |

#### Cuartos de final
| Fecha              | Lugar                    |               |                    | Resultado      |                        |                     |
| ------------------ | ------------------------ | ------------- | ------------------ | -------------- | ---------------------- | ------------------- |
| 18 de mayo de 2013 | San Benedetto del Tronto | Grasshopper   | Bandera de Suiza   | 10:9           | Bandera de Hungría     | Goldwin Pluss       |
| 18 de mayo de 2013 | San Benedetto del Tronto | Grembach Łódź | Bandera de Polonia | 4:5            | Bandera de Ucrania     | Griffin             |
| 18 de mayo de 2013 | San Benedetto del Tronto | Beşiktaş      | Bandera de Turquía | 4:4 (1:0 pen.) | Bandera de Bielorrusia | BATE Borisov        |
| 18 de mayo de 2013 | San Benedetto del Tronto | Lokomotiv     | Bandera de Rusia   | 6:0            | Bandera de Italia      | Terranova Terracina |

#### Quinto lugar
| Fecha                          | Lugar                    |               |                        | Resultado |                        |                     |
| ------------------------------ | ------------------------ | ------------- | ---------------------- | --------- | ---------------------- | ------------------- |
| 18 de mayo de 2013 (sem.)      | San Benedetto del Tronto | Goldwin Pluss | Bandera de Hungría     | 4:6       | Bandera de Polonia     | Grembach Łódź       |
| 18 de mayo de 2013 (sem.)      | San Benedetto del Tronto | BATE Borisov  | Bandera de Bielorrusia | 2:4       | Bandera de Italia      | Terranova Terracina |
| 19 de mayo de 2013 (7.º lugar) | San Benedetto del Tronto | Goldwin Pluss | Bandera de Hungría     | 0:5       | Bandera de Bielorrusia | BATE Borisov        |
| 19 de mayo de 2013 (5.º lugar) | San Benedetto del Tronto | Grembach Łódź | Bandera de Polonia     | 3:6       | Bandera de Italia      | Terranova Terracina |

#### Semifinales
| Fecha              | Lugar                    |             |                    | Resultado      |                    |           |
| ------------------ | ------------------------ | ----------- | ------------------ | -------------- | ------------------ | --------- |
| 18 de mayo de 2013 | San Benedetto del Tronto | Grasshopper | Bandera de Suiza   | 5:4            | Bandera de Ucrania | Griffin   |
| 18 de mayo de 2013 | San Benedetto del Tronto | Beşiktaş    | Bandera de Polonia | 4:4 (2:3 pen.) | Bandera de Rusia   | Lokomotiv |

#### Tercer lugar
| Fecha              | Lugar                    |             |                  | Resultado |                    |          |
| ------------------ | ------------------------ | ----------- | ---------------- | --------- | ------------------ | -------- |
| 19 de mayo de 2013 | San Benedetto del Tronto | Grasshopper | Bandera de Suiza | 1:3       | Bandera de Turquía | Beşiktaş |

#### Final
| Fecha              | Lugar                    |         |                    | Resultado |                  |           |
| ------------------ | ------------------------ | ------- | ------------------ | --------- | ---------------- | --------- |
| 19 de mayo de 2013 | San Benedetto del Tronto | Griffin | Bandera de Ucrania | 0:3       | Bandera de Rusia | Lokomotiv |

|                                 |
| Campeón Lokomotiv Primer título |

## Posiciones (1.º al 8.º lugar)
| Pos. | Equipo              | Pts | PJ | PG | PG+ | PP | GF | GC | Dif |
| ---- | ------------------- | --- | -- | -- | --- | -- | -- | -- | --- |
| 1    | Lokomotiv           | 17  | 6  | 5  | 1   | 0  | 31 | 11 | 20  |
| 2    | Griffin             | 12  | 6  | 4  | 0   | 2  | 34 | 27 | 7   |
| 3    | Beşiktaş            | 14  | 6  | 4  | 1   | 1  | 31 | 18 | 13  |
| 4    | Grasshoper          | 11  | 6  | 3  | 1   | 2  | 40 | 35 | 5   |
| 5    | Terranova Terracina | 12  | 6  | 4  | 0   | 2  | 24 | 20 | 4   |
| 6    | Grembach Łódź       | 12  | 6  | 4  | 0   | 2  | 25 | 21 | 4   |
| 7    | BATE Borisov        | 9   | 6  | 3  | 0   | 3  | 26 | 15 | 11  |
| 8    | Goldwin Pluss       | 6   | 6  | 2  | 0   | 4  | 28 | 31 | -3  |